# Promoció de la salut

Bandera de l'OMS

La promoció de la salut ha estat definida per l'Organització Mundial de la Salut (OMS) com el procés que permet a les persones incrementar el control sobre la seva salut per millorar-la. A la Carta d'Ottawa es defineixen les cinc accions per a la promoció de la salut: creació d'una política pública saludable, creació d'entorns de suport, reforçar l'acció comunitària, desenvolupament d'aptituds personals i reorientació dels serveis de salut. A la mateixa carta es descriuen els requisits previs per a la salut que són: la pau, l'habitatge, l'educació, l'alimentació, els ingressos, un ecosistema estable, recursos sostenibles i justícia social i equitat. A la 9a Conferència Mundial de Promoció de la Salut, celebrada a Xangai el novembre de 2016, es van definir la bona governança en salut, l'alfabetització per a la salut i les ciutats saludables com els tres components essencials de la promoció de la salut.

## Història
Una de les primeres definicions de promoció de la salut va ser la promulgada per l'American Journal of Health Promotion l'any 1986 que la va descriure com "la ciència i l'art d'ajudar a les persones a canviar el seu estil de vida per avançar cap a un estat de salut òptim". Aquesta definició deriva de l'informe Lalonde del 1974 fet pel ministre de sanitat, Marc Lalonde, del Govern del Canadà, que es referia a una estratègia de promoció de la salut, dirigida a informar, influir i ajudar els individus i organitzacions perquè acceptin més la seva responsabilitat i siguin més actius en la gestió dels factors que afecten la seva salut". Un altre precursor de la definició va ser l'informe «gent saludable» (Healthy People) de 1979 del Cirurgià General dels Estats Units, que va assenyalar que la promoció de la salut" té per objecte el desenvolupament de la comunitat i les diferents mesures que pot ajudar [a les persones] el desenvolupament d'estils de vida que poden mantenir i millorar l'estat de benestar".
Hi ha diferents publicacions que han contribuït a una definició àmplia de la promoció de la salut. Algunes, de mitjans dels anys 80, són:
- En 1984 l'Oficina Regional per a Europa de l'Organització Mundial de la Salut (OMS), definí la promoció de la salut com "el procés que permet a les persones incrementar el control, i millorar la seva salut".[8] A més dels mètodes per canviar els estils de vida, l'Oficina Regional de l'OMS advocava per les mesures fiscals, d'organització, desenvolupament comunitari i activitats locals espontànies contra els riscos de la salut" com a mètodes de promoció de la salut.[8]
- El 1986, Jake Epp, ministre canadenc de Salut i Benestar Nacional, va donar a conèixer Achieving health for all: a framework for health promotion (la salut assoliment per a tothom: un marc per a la promoció de la salut), que també va arribar a ser conegut com l'"Informe Epp".[4][9] Aquest informe defineix els tres "mecanismes" de promoció de la salut com l'autocura i l'ajuda mútua, o les accions que les persones prenen per ajudar-se mútuament a afrontar", i els "entorns saludables".[9]

L'OMS, en col·laboració amb altres organitzacions, ha organitzat diferents conferències internacionals sobre promoció de la salut que es detallen a continuació:
- 1a Conferència Internacional sobre Promoció de la Salut celebrada a Ottawa del 17 al 21 de novembre del 1986 on es va presentar la Carta d'Ottawa per a la Promoció de la Salut que recollia els següents punts:[2]
  - No és només responsabilitat del sector sanitari, sinó que va més enllà incloent els estils de vida saludables per al benestar
  - Té com a objectiu afavorir [els factors polítics, econòmics, socials, culturals, ambientals, conductuals i biològics] mitjançant la promoció de la salut
  - Se centra en l'assoliment de l'equitat en salut
  - Exigeix l'acció coordinada de tots els interessats: els governs, per la salut i altres serveis socials

- 2a Conferència Internacional sobre la Promoció de la Salut celebrada a Adelaide del 5 al 9 d'abril del 1988 on es van consensuar les Recomanacions d'Adelaide sobre política pública saludable que recollien l'esperit d'Alma-Ata.
- 3a Conferència Internacional sobre la Promoció de la Salut celebrada a Sundsvall del 9 al 15 de juny de 1991 que es va plasmar en el Comunicat de Sundsvall sobre entorns de suport a la salut.
- 4a Conferència Internacional sobre la Promoció de la Salut: nous actors per a una nova era - el lideratge de la promoció de la salut en el segle XXI celebrada a Jakarta del 21 al 25 de juliol del 1997. Fruit d'aquesta conferència és la Declaració de Jakarta sobre el lideratge de la promoció de la salut en el segle XXI.
- 5a Conferència Global sobre la Promoció de la Salut: salvar les diferències d'equitat que es va celebrar a Ciutat de Mèxic del 5 al 9 de juny del 2000. El treball realitzat durant la conferència es va publicar en el Comunicat Ministerial de Mèxic per a la Promoció de la Salut: de les idees a la acció.
- 6a Conferència Global sobre Promoció de la Salut celebrada a Bangkok del 7 a l'11 d'agost del 2005 on es va acordar la Carta de Bangkok per a la Promoció de la Salut en un món globalitzat.
- 7a Conferència Global sobre Promoció de la Salut celebrada a Nairobi del 26 al 30 d'octubre de 2009 que va tenir com a resultat la Declaració de Nairobi de la Crida a l'Acció.
- 8a Conferència Global sobre Promoció de la Salut celebrada a Hèlsinki del 10 al 14 de juny del 2013 on es va acordar la Carta de Hèlsinki sobre Salut a Totes les polítiques.
- 9a Conferència Global sobre Promoció de la Salut celebrada a Xangai del 21 al 24 de novembre de 2017. En aquesta conferència es va aprovar la Declaració de Xangai sobre la Promoció de la Salut en l'Agenda 2030 pel desenvolupament sostenible.[11]

## Promoció de la salut en el treball
El lloc d'atenció de la salut treballen en la prevenció i intervenció que redueixen el risc de la salut dels empleats. El United States Public Health Service (Servei de Salut Pública dels EUA) ha publicat recentment un informe titulat Physical Activity and Health: A Report of the Surgeon General (activitat física i salut: un informe del cirurgià general), que ofereix una revisió exhaustiva de l'evidència científica disponible sobre la relació entre l'activitat física i l'estat de salut d'un individu. L'informe mostra que més del 60% dels nord-americans no són regularment actius i el 25% no està actiu en absolut. Hi ha una evidència molt forta que uneix l'activitat física a nombroses millores en la salut. La promoció de la salut es pot realitzar en diversos llocs. Entre els ajustos que han rebut especial atenció són la comunitat, els centres de salut, escoles i llocs de treball.
La promoció de salut en el lloc de treball, ha estat definit com "els esforços combinats d'ocupadors, empleats i la societat per millorar la salut i el benestar de les persones a la feina". L'OMS afirma que el lloc de treball "s'ha establert com un dels valors prioritaris de la promoció de la salut al segle XXI", ja que influeix "en el benestar físic, mental, econòmic i social" i "ofereix un escenari ideal i la infraestructura de suport a la promoció de la salut d'una gran audiència".
Programes de promoció de la salut lloc de treball (també anomenats "programes de promoció de salut en el treball", "programes de benestar en el lloc de treball", o "programes de benestar laboral") són l'exercici, la nutrició, deixar de fumar i controlar l'estrès. Revisions i metanàlisis publicades entre 2005 i 2008 que va examinar la literatura científica sobre els programes de promoció de la salut als llocs de treball són les següents:
- Una revisió de 13 estudis publicats fins a gener de 2004 va mostrar una forta evidència d'un efecte sobre la dieta, proves concloents d'un efecte sobre l'activitat física, i no hi ha proves d'un efecte sobre els indicadors de risc per a la salut".[16]
- En el més recent d'una sèrie de canvis a la revisió "dels programes de control de malalties i promoció de la salut integral en el lloc de treball, Pelletier (2005) notà resultats clínics i de costos positius", però que també trobà una disminució en el nombre d'estudis pertinents i en la seva qualitat.[17]
- Una "metanàlisi" de 56 estudis publicats des de 1982 fins s 2005 va trobar que la promoció de la salut en el lloc de treball produïa de mitjana una disminució del 26,8% en l'absentisme per malaltia, una disminució del 26,1% en els costos de salut, una disminució del 32% en els costos de compensació al treballador i reclama els costos de la gestió de la discapacitat, i una relació cost-benefici de 5,81.[18]
- Una metanàlisi de 46 estudis publicats des de 1970 fins al 2005 va trobar moderats efectes estadísticament significatius de la promoció de la salut laboral, especialment l'exercici, sobre "capacitat de treball" i el "benestar general" i, a més, l'absència degut a malaltia semblen haver-se reduït per les activitats de promoció d'estils de vida saludables".[19]
- Una metaanàlisi de 22 estudis publicats des de 1997 fins al 2007 va determinar que les intervencions de promoció de la salut en el treball portà a "petites" reduccions en la depressió i l'ansietat.[20]
- Una revisió de 119 estudis suggereixen que els programes de promoció de la salut al lloc de treball reeixits tenen atributs com ara: avaluació de les necessitats de salut dels empleats i l'adaptació de programes per satisfer aquestes necessitats, la consecució d'altes taxes de participació, promoure l'autocura; dirigir diversos problemes de salut al mateix temps, i oferint diferents tipus d'activitats (per exemple, sessions de grup, així com materials impresos).[21]

## Docència
A Catalunya es pot cursar formació especialitzada en Promoció de la salut a la Facultat d'Infermeria de la Universitat de Girona, que ofereix el Màster Oficial en Promoció de la Salut. La Càtedra de Promoció de la salut també ofereix formació en format de cursos i jornades, seminaris, conferències i virtual.